# Françoise Levéchin-Gangloff
Françoise Levechin-Gangloff, née en 1950, est une organiste classique française, titulaire des orgues de l'Église Saint-Roch de Paris, présidente du Conservatoire international de musique de Paris, professeur au Conservatoire national supérieur de musique et de danse de Paris et à la Schola cantorum.
Après avoir étudié l'orgue au Conservatoire de Paris avec Gaston Litaize et Rolande Falcinelli, puis la musicologie à la Sorbonne, elle mène une double carrière de pédagogue et de concertiste.